# Evangelisch-Lutherisches Dekanat Kulmbach
Das Evangelisch-Lutherische Dekanat Kulmbach ist eines der 15 Dekanate des Kirchenkreises Bayreuth der Evangelisch-Lutherischen Kirche in Bayern. Die Zahl der Mitglieder im Dekanat hat sich seit 2018, dem Zeitpunkt der letzten Kirchenvorstandswahlen bis 2024 um rund 2900 auf 25800 Mitglieder verringert. Das ist ein Rückgang von 10,1 %.

## Geschichte
In Kulmbach befand sich seit 1398 auf der Plassenburg die Residenz des Markgraftums Brandenburg-Kulmbach, die ab 1604 nach Bayreuth verlegt wurde. Markgraf Georg der Fromme führte in seinem Markgrafentum 1528 die Reformation ein. In Gärthenroth stritten die der Reformation zugewandten Herren von Redwitz mit dem Kloster Michelsberg seit 1529 um die Besetzung der Pfarrstelle, wobei die Redwitz gewannen und seit dem Dreißigjährigen Krieg die Pfarrstelle ununterbrochen evangelisch besetzt wurde. Seit dem Augsburger Religionsfrieden 1555 war auch ritterschaftlichen Familien gestattet sich der Reformation zuzuwenden. Der Ritter Wolf Adolf von Waldenfels führte 1555 in Rugendorf die evangelische Lehre ein und errichtete eine eigene Pfarrei mit Kirche.

## Kirchengemeinden
Zum Dekanatsbezirk gehören folgende Pfarreien und Kirchengemeinden:
in Kulmbach
- Petrikirche (1439 begonnen) seit 1524 ev.[2]
- Nikolaikirche (1576)
- Spitalkirche (1740)
- Auferstehungskirche (1956)[3]
- Friedenskirche (1962)[4]
- Kreuzkirche (1963)[5]
- Burghaig, Johanneskirche (1968)[6]
- Mangersreuth, Unsere liebe Frau (1721)[7]

außerhalb von Kulmbach
- Gärtenroth, Kirche zu Ehren der heiligen Gottesmutter Maria und der seligen Apostel Petrus und Paulus und anderer 30 Heiligen (1108)[8]
- Grafengehaig, Kirche zum Heiligen Geist (1448–1510) und Gösmes, Christuskapelle[9]
- Guttenberg, St. Georg (1800)[10]
- Harsdorf, St. Martin (1765, eine Glocke von 1424)[11]
- Kirchleus
  - Kirchleus, St. Maria Magdalena (1776)[12]
  - Gössersdorf, St. Egidius
- Lehenthal, ev. Kirche (1900)[13]
- Mainleus, Christuskirche (1953)[14]
- Melkendorf, St. Aegidius (1731)[15]
- Neuenmarkt, Christuskirche[16]
- Presseck, Zur Heiligen Dreifaltigkeit[17]
- Rugendorf, St. Erhard und Jakob (Rugendorf)[18]
- Schwarzach
  - Schwarzach, St. Johannis (1610–1612)[19]
  - Willmersreuth, St. Andreas[20]
- Untersteinach
  - Untersteinach, St. Oswald[21]
  - Stadtsteinach, ev. Kirche[22]
- Trebgast, St. Johannes (1751)[23]
- Veitlahm, St. Veit (1599)[24]
- Wirsberg
  - Wirsberg, St. Johannis (1647, 1779)[25]
  - Cottenau, St. Petri und Pauli (1606-9)

In der Gesamtkirchengemeinde Kulmbach sind folgende Kirchengemeinden zusammengefasst: Kulmbach-Auferstehungskirche,
Kulmbach-Friedenskirche, Kulmbach-Kreuzkirche, Kulmbach-Mangersreuth, Kulmbach-Petrikirche, Untersteinach und Stadtsteinach.